# Гомес Каррильо, Энрике
Энрике Гомес Каррильо (настоящие имя и фамилия — Энрике Гомес Тибле) (исп. Enrique Gómez Carrillo; 27 февраля 1873, Гватемала — 29 ноября 1927, Париж, Франция) — гватемальский писатель
, журналист, публицист, литературный критик, дипломат. Член Королевской испанской Академии испанского языка (с 1895) и Французской академии (с 1906).
Представитель модернизма в литературе.

## Биография

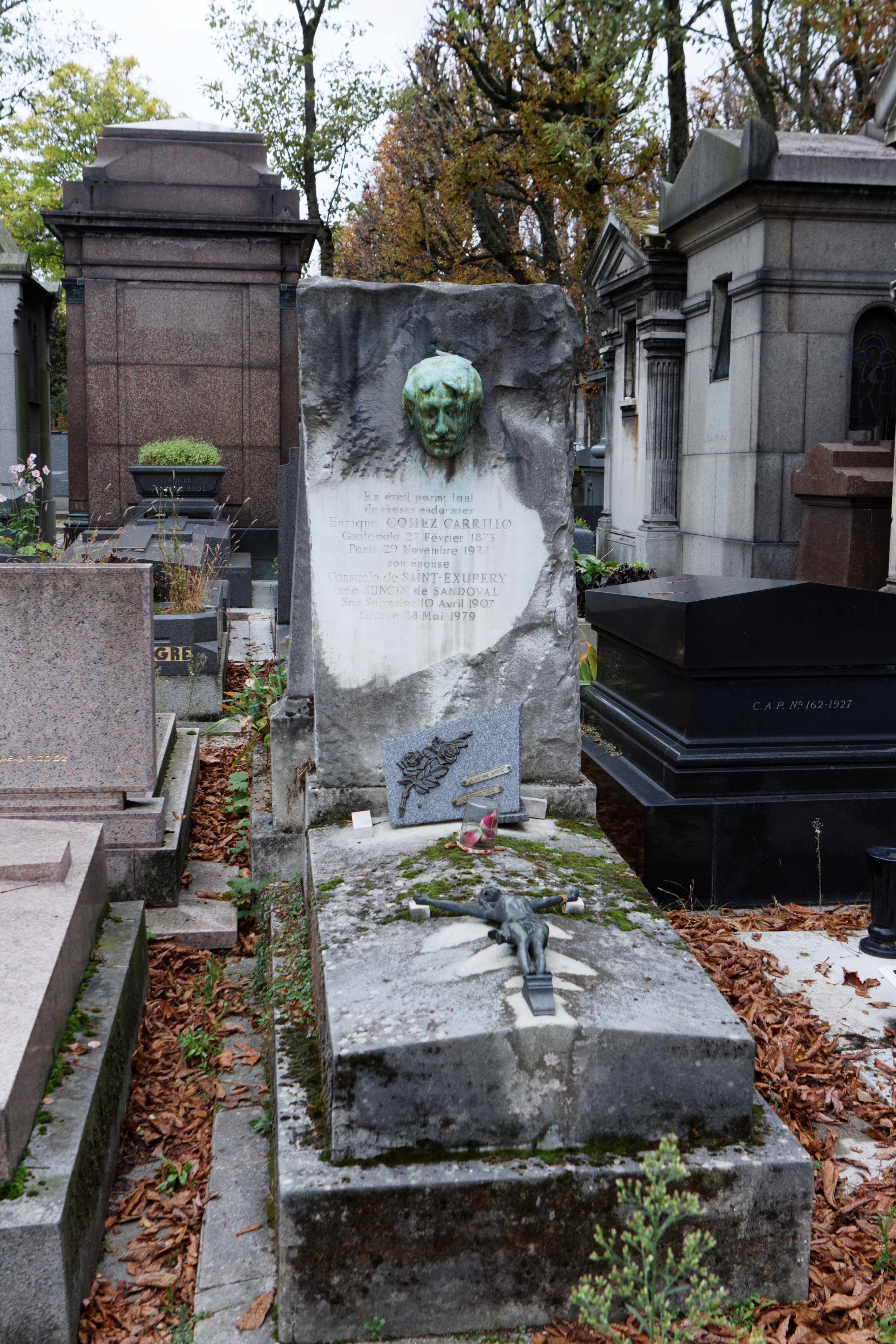
Могила Энрике Гомеса Каррильо на кладбище Пер-Лашез

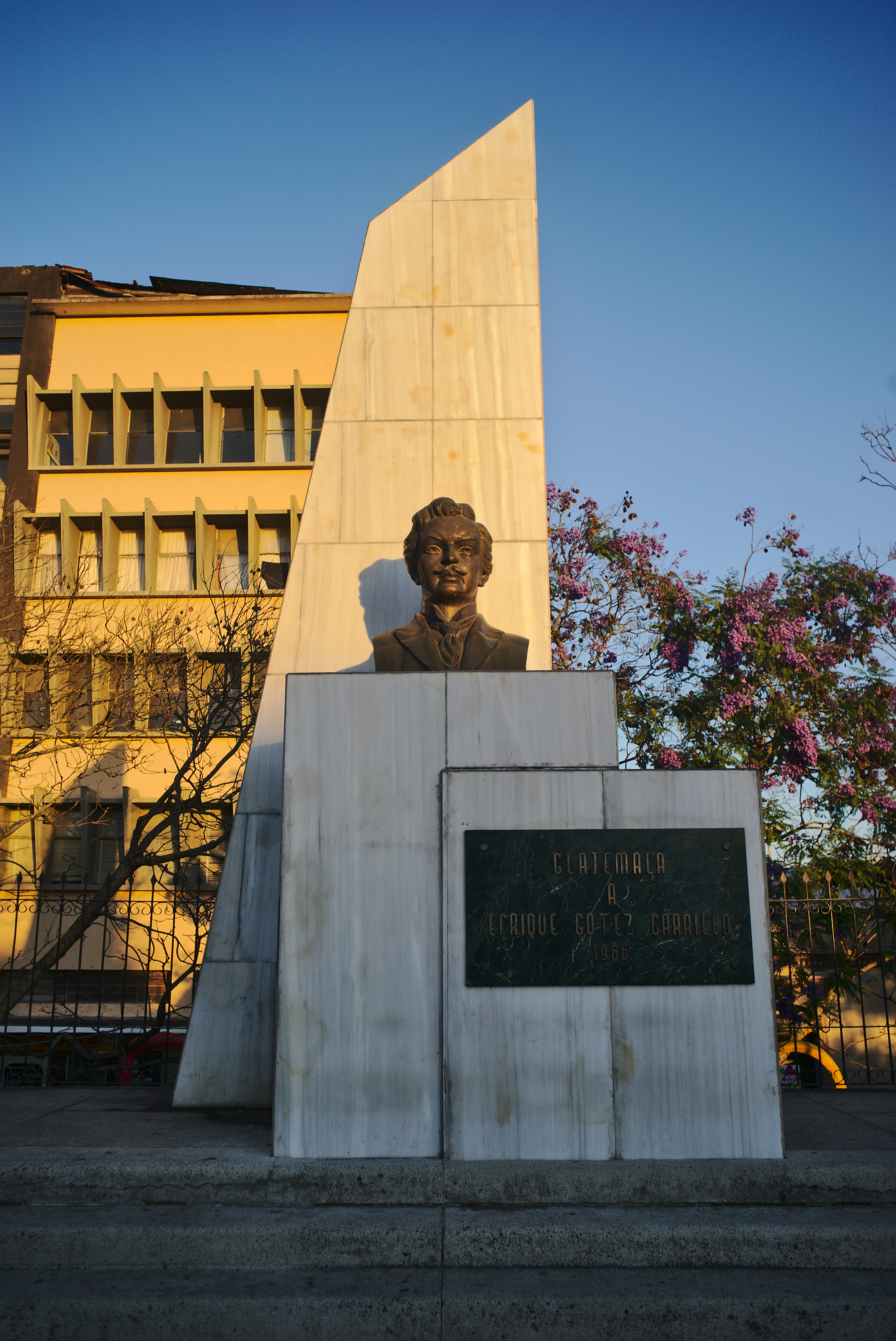
Памятник Энрике Гомесу Каррильо в Гватемале

В 1891 году Гомес Каррильо получил от тогдашнего президента Гватемалы Мануэля Барильяса Берсиана стипендию для обучения в Испании.
Прежде чем переехать в Испанию, в 1892 году отправился в Париж. Будучи журналистом испанской газеты, а также благодаря своему близкому другу — испанскому писателю Альфредо Висенти, познакомился со многими парижскими литературными деятелями: Джеймсом Джойсом, Оскаром Уайльдом и Эмилем Золя. Живя в Париже в начале XX века, дружил с Морисом Метерлинком, Жаном Мореасом, Габриэле д’Аннунцио, Полем Верленом, Леконт де Лилем.
Прославился не только благодаря своим литературным произведениям, но и многочисленным путешествиям, хроникам, а также богемному образу жизни и печально известным многочисленным любовным похождениям. Одной из его возлюбленных была знаменитая шпионка Мата Хари. Одно время, подвергся ложному обвинению в том, что он, якобы, предал и выдал французам знаменитую шпионку Первой мировой войны, которой позже посвятил роман «El misterio de la vida y muerte de Mata Hari» («Тайна жизни и смерти Мата Хари»).
В 1898 году вернулся в Гватемалу и участвовал в избирательной кампании президента Мануэля Эстрады Кабреры, который отметил его за работу, назначив консулом Гватемалы в Париже. Позже служил консулом в Аргентине, Мадриде, Лондоне, Гамбурге.
Дебютировал в 1892 году, опубликовав свою первую книгу «Esquisses», которая включала в себя произведения некоторых писателей того времени, а также несколько собственных публикаций.
Автор около 80 книг различных жанров, большинство из которых основано на фактах многолетней дипломатической деятельности.
Считается, что Гомес Каррильо, которого называют «королём хроник», как первый гватемальский писатель, ввёл в жанр элементы модернизма. Морис Метерлинк описал Гомеса Каррильо как «настоящего универсального человека», который прожил свою жизнь до крайности как безжалостный дуэлянт, сифилитик, путешественник и корреспондент.
Был трижды женат: на перуанской феминистке Авроре Касерес, испанской актрисе Ракель Мельер и сальвадорско-французской писательнице и художнице Консуэло Сунсин де Сандовал-Карденас.
Умер от аневризмы.
Похоронен на кладбище Пер-Лашез.